# Время-проекционная камера

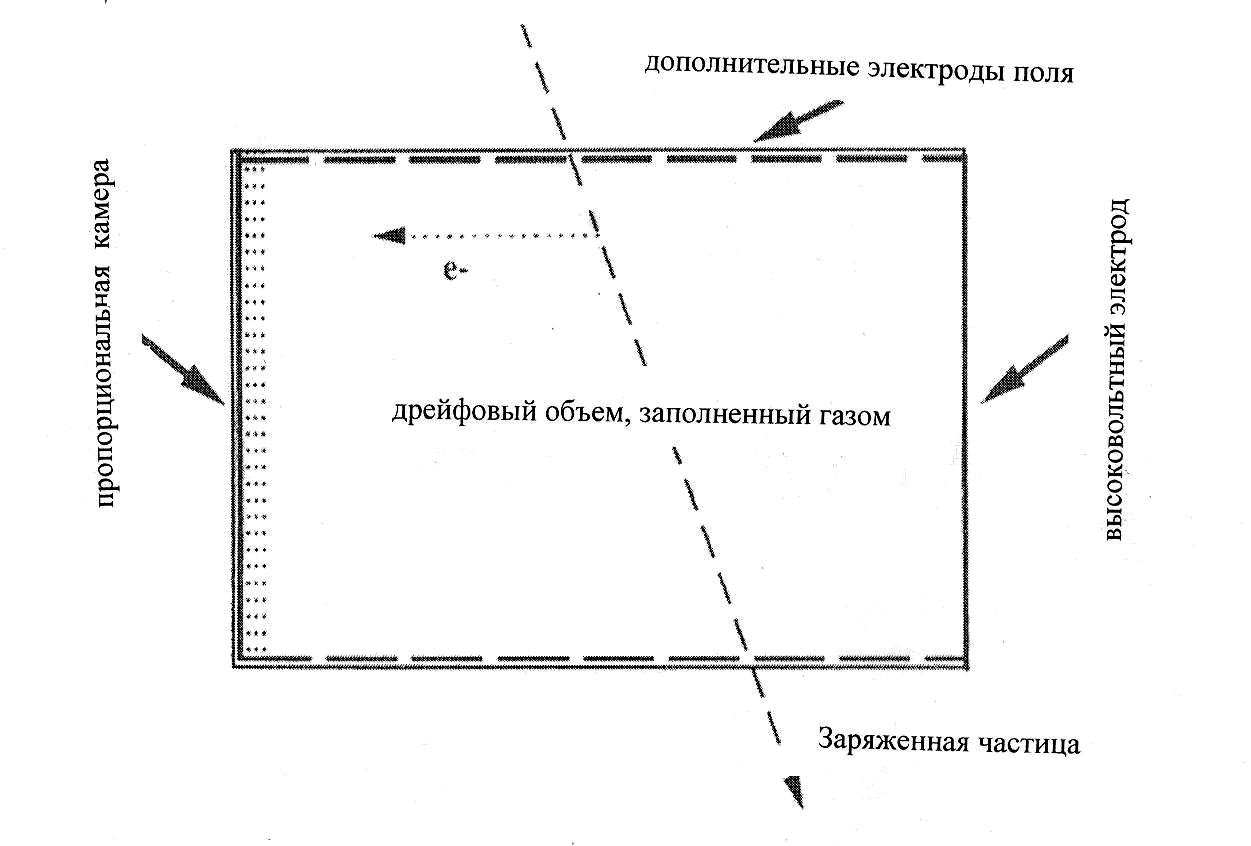
Двухмерная проекция продуктов столкновения ядер золота, реконструированная в установке STAR на RHIC.

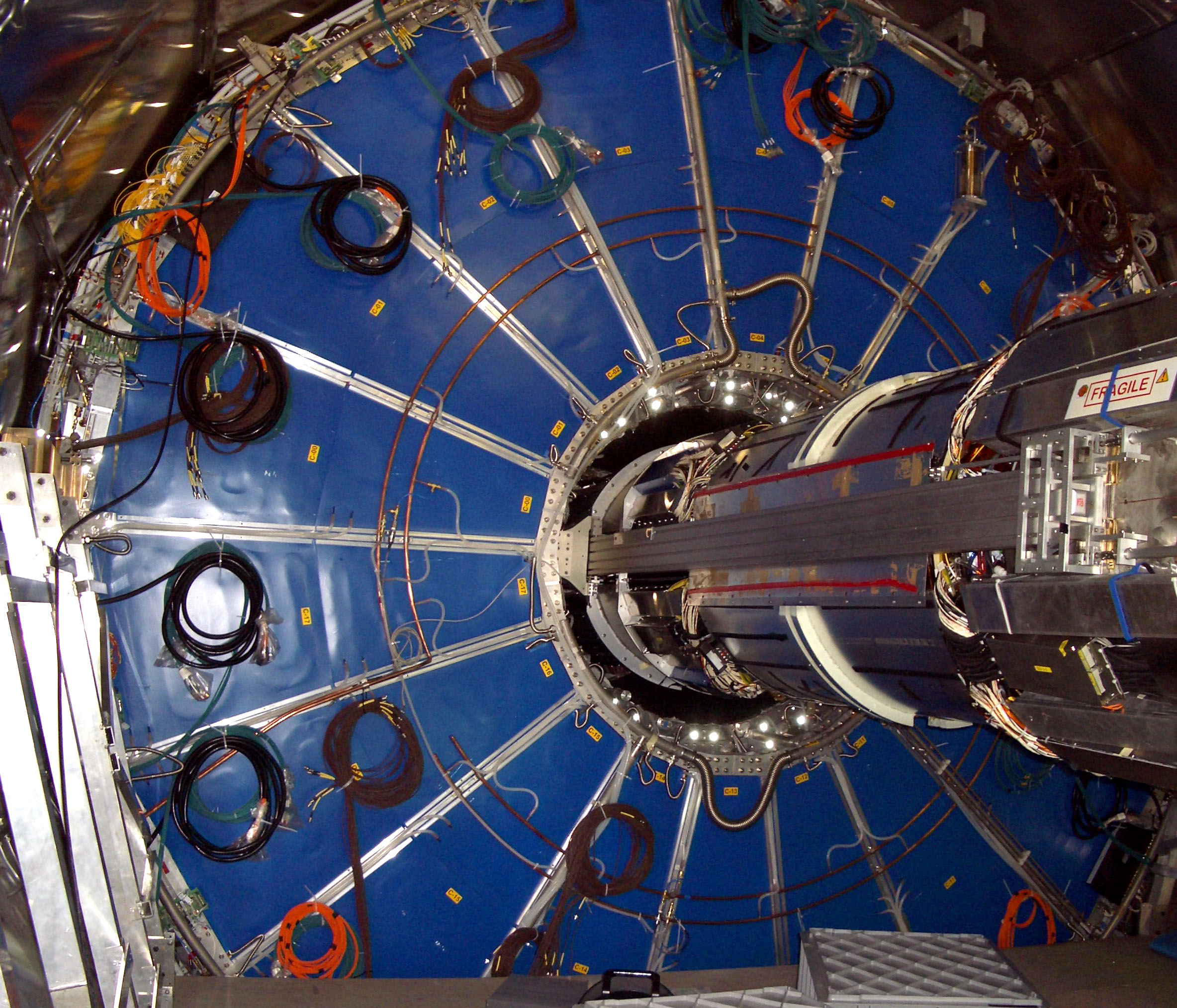
Время-проекционная камера установки ALICE на LHC.

Время-проекционная камера (англ. Time projection chamber, TPC) представляет собой комбинацию дрейфовой и пропорциональной камер.
Эти камеры являются наиболее универсальным инструментом в физике высоких энергий, поскольку позволяют получать трёхмерное электронное изображение трека со сравнивым пространственным разрешением по всем трём координатам. Конструкция время-проекционной камеры схематично изображена на рисунке. По существу она представляет собой комбинацию дрейфовой и пропорциональной камер. В дрейфовом объёме, заполненном газом, создается с помощью дополнительных электродов равномерное электрическое поле между двумя вертикальными плоскостями, ограничивающими объём камеры.
Трек релятивистской заряженной частицы, пересекающей объём камеры, состоит из цепочки ионизационных кластеров. Каждый кластер содержит электрон первичной ионизации и (в основном) от нуля до 3-4 электронов вторичной ионизации, возникающих на треках δ-электронов первичной ионизации. Количество кластеров на единицу длины невелико — оно равно числу актов первичной ионизации и, например, для аргона составляет около 30 штук на 1 см при атмосферном давлении. Таким образом, среднее расстояние между кластерами составляет около 330 мкм. Размер кластера мал по сравнению с этой величиной, поскольку δ-электроны при ионизации вещества испытывают сильное рассеяние. Таким образом, первоначально от трека в направлении электрического поля начинают дрейфовать отдельные электронные кластеры, содержащие от 1 до 5 электронов, пространственно разделённые друг от друга. Поскольку расстояние, на которое дрейфуют электроны, велико — до 2 м — диффузия электронов на таком дрейфовом промежутке приведет к перекрытию отдельных кластеров. Этого не происходит, если параллельно электрическому полю приложить достаточно сильное магнитное поле, в котором, как правило, такие камеры и работают, поскольку магнитное поле позволяет измерить импульс частицы согласно формуле
рс = 300 HR
где р — импульс частицы , ГэВ/с;
с — скорость света, м/с;
Н — напряженность магнитного поля, Гаусс;
R — радиус кривизны траектории, м.
Приложение магнитного поля с напряженностью В = 15000 Гаусс позволяет уменьшить диффузию электронов в направлении, поперечном к направлению их дрейфа (и вектору магнитного поля) почти на два порядка.
Благодаря этому электронные кластеры, практически не перекрываясь, дрейфуют к левой стенке камеры, где расположена многопроволочная пропорциональная камера с (как правило) пэдовым катодным съёмом информации. Электронно-ионные лавины, образованные электронными кластерами, подошедшими к анодным проволочкам, создают индуцированные заряды на катодных пэдах. Таким образом измеряются координаты х, у каждого кластера в отдельности в плоскости х, у, перпендикулярной плоскости рисунка (в плоскости пэдов). Третья координата z измеряется по времени дрейфа электронного кластера от места своего образования до соответствующей анодной проволоки, с которой снимается сигнал, соответствующий окончанию дрейфа.
Координатное разрешение камер по осям х, у определяется расстоянием от анодной нити до катодной плоскости и размерами пэда. Типичное разрешение по х, у координатам составляет около 200 мкм или чуть меньше. Разрешение по координате z обычно несколько хуже и составляет около 400—500 мкм. Благодаря пропорциональному режиму регистрации лавин, вызываемых отдельными кластерами, время-проекционная камера позволяет получить не только пространственное изображение трека (в виде комбинации электронных сигналов, которые следует обработать соответствующим образом), но и измерить удельные ионизационные потери частицы dE/dx.
Благодаря получению трёхмерного изображения трека время-проекционные камеры позволяют регистрировать одновременно большое количество треков, то есть события с большой множественностью рождённых частиц.
Однако, серьёзным недостатком время-проекционной камеры является её большое мёртвое время. Время дрейфа электронного кластера на расстояние 2 м составляет около 40 мкс. Если в течение времени дрейфа произойдет ещё одного событие, треки двух событий наложатся друг на друга, и разобраться в них будет невозможно. Поэтому средняя частота регистрации событий должна быть на 1-2 порядка меньше максимального времени дрейфа.
Кроме того, при больших размерах камеры число анодных проволочек может достигать значения нескольких тысяч, а число пэдов — нескольких десятков тысяч, что требует очень большого количества регистрирующей электроники и применения специальных процессоров предварительного анализа и подавления считывания каналов с нулевыми сигналами.